# DJ Mehdi
DJ Mehdi (właśc. Mehdi Favéris-Essadi, ur. 20 stycznia 1977 w Paryżu, zm. 13 września 2011 w Paryżu) – francuski DJ i producent muzyczny pochodzenia tunezyjskiego.
Grał w Ideal J i 113, tworzył muzykę dla francuskiego filmowego kolektywu Kourtrajmé.
13 września 2011 Mehdi zginął tragicznie w wieku 34 lat, nieoficjalną przyczyną śmierci był upadek z dachu.

## Wybrana dyskografia

### Albumy
Ideal J
- Original Mc's Sur Une Mission (1996)
- Le Combat Continue (1998)

113
- Ni barreaux, ni barrières, ni frontières (1998)
- Les Princes De La Ville (1999)
- Fout La Merde (2002)

Karlito
- Contenu Sous Pression (2001)

Mapei
- Cocoa Butter Diaries (2009)

Solo
- The Story Of Espion (2002)
- Des Friandises Pour Ta Bouche (2005)
- Lucky Boy (2006)
- Lucky Boy at Night (2007)

### Single
- „Wonderbra” („Paradisiaque”, Mc Solaar) (1997)
- „Classik” / „Au Fond De Mon Cœur” / „Esclave 2000” („Touche D'Espoir”, Assassin) (2000)
- „A L'Anciene” / „Les Points Sur Les I Remix” („Les Points Sur Les I”, Intouchable) (2000)
- „Le Ssem” / „Le Jeu de La Mort” („La Vie Avant La Mort”, Rohff) (2001)
- „Couleur Ebène” („Ouest Side”, Booba) (2006)
- „I am Somebody” („I am Somebody”, DJ Mehdi, real: So_Me) (2007)
- „Signatune” (2007)

### Remiksy
- 1997 - Koma – „Realite Rap” (DJ Mehdi RMX)
- 1998 - 113 – „Les Evadés” (Remix)
- 1999 - Cassius – „Feeling for You” (Cambridge Circus Mix)
- 2000 - Joakim Lone Octet – „Oleg Dans Les Bois” (DJ Mehdi Remix)
- 2000 - Manu Key – „Si Tu Savais” (Remix)
- 2001 - Akhenaton – „K (AKH)” (DJ Mehdi Remix/DJ Mehdi Instrumental Remix)
- 2002 - Next Evidence – „Dance On” (DJ Mehdi Remix/DJ Mehdi's Dub)
- 2002 - Étienne de Crécy – „Out of My Hands” (DJ Mehdi Remix)
- 2003 - Asian Dub Foundation – „Fortress Europe” (Techno Organisation Remix)
- 2004 - Wayne Shorter – „Footprints” (Dub aka DJ Mehdi Remix)
- 2006 - Architecture in Helsinki – „In Case We Die"
- 2006 - New Young Pony Club – „Ice Cream” (DJ Mehdi Remix)
- 2007 - Outlines – „Just a Lil' Lovin”
- 2008 - Sam Sparro – „21st Century Life” (DJ Mehdi Secret Disco Dub)
- 2009 - Erol Alkan & Boys Noize – „Death Suite” (DJ Mehdi's Simple Acid Edit)
- 2009 - Miike Snow – „Burial” (DJ Mehdi Remix)
- Crookers & Kid Cudi – Embrace The Martian
- The Krays (gośc. Ebony Bones) – We're Ready When You Are